# Турукин, Константин Евгеньевич
Константи́н Евге́ньевич Туру́кин (28 сентября 1990, Новокузнецк, СССР) — российский хоккеист, центральный нападающий. В 2019 году завершил игровую карьеру. Тренер и функционер. 
Является воспитанником новокузнецкого «Металлурга». В системе клуба выступал за основную команду в период с 2009 по 2015 год, а также за вторую команду в Первой лиге, «Кузнецкие Медведи» в Молодёжной хоккейной лиге (МХЛ) и «Ариаду» в Высшей хоккейной лиге (ВХЛ). После ухода из «Металлурга» по окончании сезона 2014/15, играл за клубы ВХЛ «Ариада» (2015—2016), «Торпедо» (Усть-Каменогорск) (2016—2017), «Дизель» (2017), «Саров» (2018—2019) и выступающие в чемпионате Казахстана команды «Алтай-Торпедо» (2016), «Бейбарыс» (2017—2018), «Алматы» (2018).
Исполняя обязанности капитана «Кузнецких медведей», становился серебряным призёром первого чемпионата МХЛ 2009/10. Завоёвывал бронзовые медали ВХЛ 2012/13 и чемпионата Казахстана 2017/18. Входил в состав сборной России для участия в Универсиаде 2013, по итогам хоккейного турнира став вместе с командой бронзовым призёром.

## Карьера игрока

### «Металлург» Новокузнецк
Турукин является воспитанником новокузнецкой школы хоккея. В 4 года отец впервые привёл его на хоккейный матч, а спустя два года записал Турукина в детско-юношескую школу «Металлурга». Первоначально он занимался на Малой арене Новоильинского района, но позже был переведён на основную арену города. По словам хоккеиста, несмотря на удалённость стадиона, он приезжал на арену один из первых и начинал играть ещё до начала тренировки.[значимость факта?] Всю детскую и юношескую карьеру нападающий провёл в системе новокузнецкого «Металлурга». На финальном турнире чемпионата России 2008 года для игроков не старше 18 лет он вместе с новокузнецкой командой завоевал бронзовые медали. С 2007 по 2009 год выступал за фарм-клуб «Металлурга» в Первой лиге. После создания в 2009 году Молодёжной хоккейной лиги (МХЛ), играл за команду «Кузнецкие медведи». На протяжении всей своей карьеры в «Медведях» являлся капитаном команды. В первый свой сезон в МХЛ вместе с командой стал серебряным призёром лиги. В сезоне 2009/10, в матче против «Спартака», Турукин дебютировал за основную команду в Континентальной хоккейной лиге (КХЛ). Турукин провёл два матча, в которых не набрал очков за результативность. В следующем сезоне он также провёл две игры за «Металлург», вновь не сумев отметиться результативными баллами.
В сезоне 2012/13 Турукин стал игроком основного состава новокузнецкого «Металлурга». 8 октября 2012 года забросил свою первую шайбу в КХЛ, отличившись в матче с «Автомобилистом». Всего же за сезон он провёл 33 матча, в которых набрал 10 (6+4) очков. По окончании сезона в КХЛ, Турукин был отправлен в фарм-клуб в Высшей хоккейная лига (ВХЛ) «Ариаду-Акпарс» для игры в плей-офф. Волжская команда дошла до полуфинала «Братины», став бронзовым призёром чемпионата. В плей-офф Турукин набрал 5 (2+3) очков в 16 матчах. 29 апреля 2013 года Турукин подписал с «Металлургом» новый контракт.
Большую часть сезона 2013/14 Турукин провёл в ВХЛ, играя за «Ариаду». «Ариада» в том сезоне была выбрана в качестве базового клуба сборной России для участия в хоккейном турнире Универсиады, проводимом в итальянском Трентино. Турукин вошёл в окончательный состав сборной России и вместе с командой завоевал бронзовые медали турнира. В КХЛ нападающий провёл только 9 матчей, в которых отличился одной результативной передачей. В сезоне 2014/15 Константин не выступал за фарм-клуб, сыграв за «Металлург» в 26-и играх и заработав 4 (1+3) очка. По окончании сезона клуб не стал продолжать сотрудничество с Турукиным.

### После «Металлурга»
Летом 2015 года Турукин отправился на просмотр в хабаровский «Амур». Однако хабаровский клуб расторг просмотровый контракт с нападающим. В итоге Турукин стал игроком клуба ВХЛ «Ариада», за который уже периодически выступал ранее. Перед началом сезона 2016/17 Турукин приехал на просмотровый контракт в усть-каменогорское «Торпедо». В августе 2016 года он подписал с казахстанским клубом односторонний контракт на один год. В «Торпедо» Константин демонстрировал невысокую результативность, набрав 5 (2+3) очков в 41 матче. В составе усть-каменогорцев Турукин стал финалистом плей-офф ВХЛ. Он также провёл 2 матча за фарм-клуб «Торпедо» в чемпионате Казахстана.
Летом 2017 года Турукин пробовал закрепиться в новокузнецком «Металлурге», но клуб не стал подписывать игрока, после чего нападающий заключил контракт на один год с «Дизелем». Однако после шести проведённых матчей, Турукин был выставлен клубом на драфт отказов. Турукин покинул пензенскую команду и в ноябре пополнил состав «Бейбарыса», выступающего в чемпионате Казахстана. В июле 2018 года нападающий прибыл на просмотр в «Южный Урал», но пробный контракт с ним был расторгнут после товарищеских матчей с «Горняком». Затем Турукин присоединился к клубу «Алматы». Нападающий сыграл в двух матчах за новую команду в Кубке Казахстана, но закрепиться в ней по их итогам не сумел. В октябре хоккеист подписал контракт с клубом ВХЛ «Саров». В сезоне 2018/19 Турукин сыграл в 39 матчах, в которых набрал 9 (3+6) результативных баллов. Летом 2019 года стало известно, что Турукин заканчивает игровую карьеру и переходит на руководящую должность в системе новокузнецкого «Металлурга».

## Дальнейшая карьера
В середине лета 2019 года Турукин вступил в должность помощника спортивного директора новокузнецкого «Металлурга» Александра Китова. Спустя менее двух месяцев Китов ушёл в отставку по состоянию здоровья, после чего Турукин был назначен исполняющим его обязанности. 30 сентября 2019 года Турукин был утверждён в должности спортивного директора Ассоциации "НХК «Металлург». В конце ноября он принял участие в матче руководителей клубов ВХЛ, в котором отдал три результативные передачи.
14 февраля 2020 года руководством новокузнецкого «Металлурга» Турукин был переведён на должность ассистента тренера. В мае было объявлено, что с сезона 2020/21 Турукин работает в качестве ассистента тренера в молодёжной команде «Кузнецкие медведи». Спустя два месяца после начала чемпионата был назначен исполняющим обязанности главного тренера «Медведей». В первой игре в новой должности его команда проиграла «Мамонтам Югры» со счётом 1:3.
Позже работал генеральным менеджером «Бурана» и «Дизеля».

## Вне хоккея
По словам Турукина, ему нравится игра в покер не на деньги и Английская Премьер-лига, привлекает баскетбол, следит за матчами команды Национальной баскетбольной ассоциации (НБА) «Лос-Анджелес Лейкерс». Отец хоккеиста, Евгений Турукин, отмечал, что Константин с детства увлекается автомобилями. У Турукина есть старшая сестра.

## Статистика
| Легенда | Легенда                    | Легенда | Легенда                   | Легенда | Легенда    |
| ------- | -------------------------- | ------- | ------------------------- | ------- | ---------- |
| И       | Количество проведённых игр | Штр     | Штрафное время            | +/−     | Плюс-минус |
| Г       | Голы                       | П       | Голевые передачи          | О       | Очки       |
| -       | Статистика неизвестна      | —       | Статистика не учитывалась |         |            |

### Клубная
- a В «Плей-офф» учитывается статистика игрока в Кубке Надежды.

### Международная
По данным: Eliteprospects.com и Eurohockey.com

## Достижения
Командные
| Год  | Команда           | Достижение                             | Достижение |
| ---- | ----------------- | -------------------------------------- | ---------- |
| 2010 | Кузнецкие Медведи | Серебряный призёр МХЛ                  | [ 2 ]      |
| 2013 | Ариада-Акпарс     | Бронзовый призёр ВХЛ                   | [ 2 ]      |
| 2013 | Россия (студ.)    | Бронзовый призёр Универсиады           | [ 2 ]      |
| 2018 | Бейбарыс          | Бронзовый призёр чемпионата Казахстана | [ 2 ]      |